# De gast
De gast is een hoorspel naar het gelijknamige verhaal J.K. van Eerbeek dat verscheen in Pontus en de dieren en andere verhalen (1942). Het werd bewerkt door Berend Wineke en uitgezonden door de NCRV op maandag 17 juli 1967. De regisseur was Wim Paauw. De uitzending duurde 33 minuten.

## Rolbezetting
- Ton Lutz (een man en zijn gast)
- Jan Wegter (een priester)
- Sacco van der Made (een boer)
- Nel Snel (een vrouw)

## Inhoud
Dit hoorspel handelt over een ogenblik uit het leven van Vivaldi. Het was september. Om de een of andere reden heeft een klein wit huis, achter een bloeiende hei, met voldragen bomen aan de rand, een bijzondere bekoring voor Vivaldi. Rust en natuur zijn soms onontbeerlijk voor een mens. Hij kan de verleiding niet weerstaan en gaat het huisje binnen. De boer die hij er aantreft overreedt hem een paar dagen zijn gast te zijn. Een ruige man, die boer, niet afkerig van stropen en beschikkend over een heel arsenaal van wapens. “Kinderen die voor me werken,” zegt hij. Een gevaarlijk heerschap! Vivaldi herkent in de man zichzelf: zijn ruwheid, hebzucht, achterdocht, maar ook zijn eerlijkheid, ongecompliceerdheid, zijn natuurlijkheid vooral. Een schokkende ontdekking! Ondanks jaloezie en wantrouwen voelt hij zich geleidelijk aan tot zijn gastheer aangetrokken, geleidelijk raken ze op elkaar ingespeeld. ’t Is moeilijk onder woorden te brengen, maar hij herkent het beeld van deze boer, die voor hem toch een vreemde was. Op een avond, het was nog licht, zegt de boer: “Ik ga nog effe weg. Ga je mee?” Het blijkt een belangrijk moment te zijn…